# Nowe Daugieliszki
Nowe Daugieliszki (lit. Naujasis Daugėliškis) – wieś na Litwie, w okręgu uciańskim, w rejonie ignalińskim. Położona jest przy drodze Ignalino–Wielka Wieś.

## Historia
Wieś założono w XIX wieku kiedy to przeniesiono tu dwór z odległych o ok. 2 km Starych Daugieliszek.
W czasach zaborów wieś w gminie Daugieliszki, w powiecie święciańskim, w guberni wileńskiej Imperium Rosyjskiego. W 1866 roku liczyła 137 mieszkańców. W 1905 roku liczyła 337 mieszkańców, 155 dziesięcin. 
W dwudziestoleciu międzywojennym miasteczko leżało w Polsce, w województwie wileńskim, w powiecie święciańskim, w gminie Daugieliszki. 
W 1931 w 90 domach zamieszkiwały 452 osoby. 
Podczas okupacji hitlerowskiej, w lipcu 1941 roku Niemcy utworzyli getto dla żydowskich mieszkańców. Przebywało w nim około 150 osób. 27 września 1941 roku Niemcy zlikwidowali getto, a Żydów wywieziono do obozu przejściowego zlokalizowanego na byłym poligonie artyleryjskim a następnie zamordowano. Sprawcami zbrodni byli członkowie Einsatzkommando 3, oraz litewskie służby bezpieczeństwa. 
We wsi znajduje się drewniany kościół pw. św. Joachima i św. Anny (1889), szkoła średnia, biblioteka, poczta.